# Morals (film)
Morals er en amerikansk stumfilm fra 1921 af William Desmond Taylor.

## Medvirkende
- May McAvoy som Carlotta
- William P. Carleton som Marcus Ordeyne
- W.E. Lawrence som Sebastian Pasquale
- Marian Skinner som Mrs McMurray
- Nick De Ruiz som Hamdi
- Starke Patteson som Harry
- Kathlyn Williams som Judith Mainwaring
- Bridgetta Clark som Antoinette
- Sidney Bracey som Stinson